# Rumpenheimer Schloss

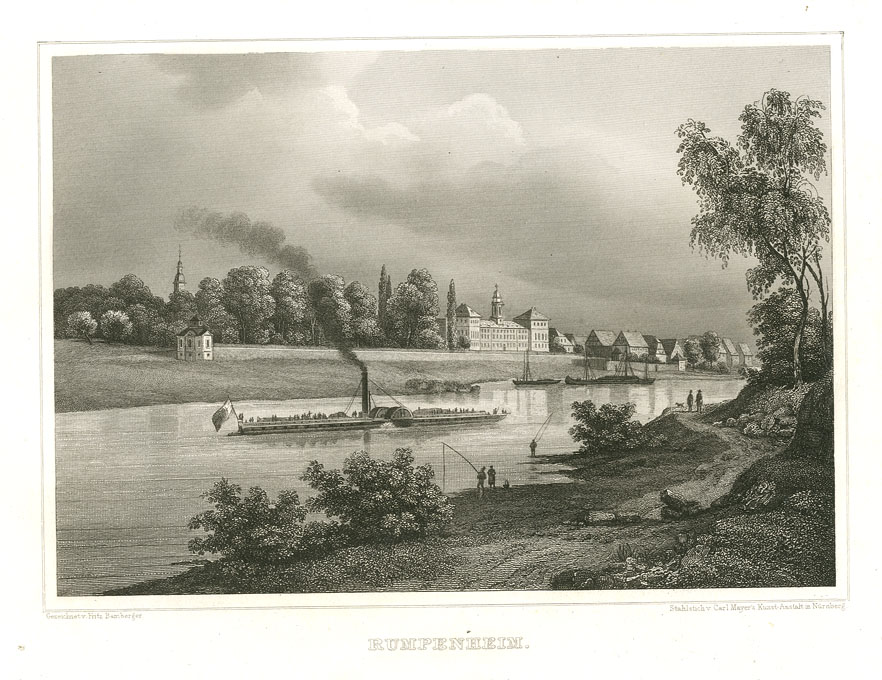
Gravure van het Rumpenheimer Schloss van Fritz Bamberger en Ludwig Braunfels uit 1847 met zicht op de Main en het kasteel

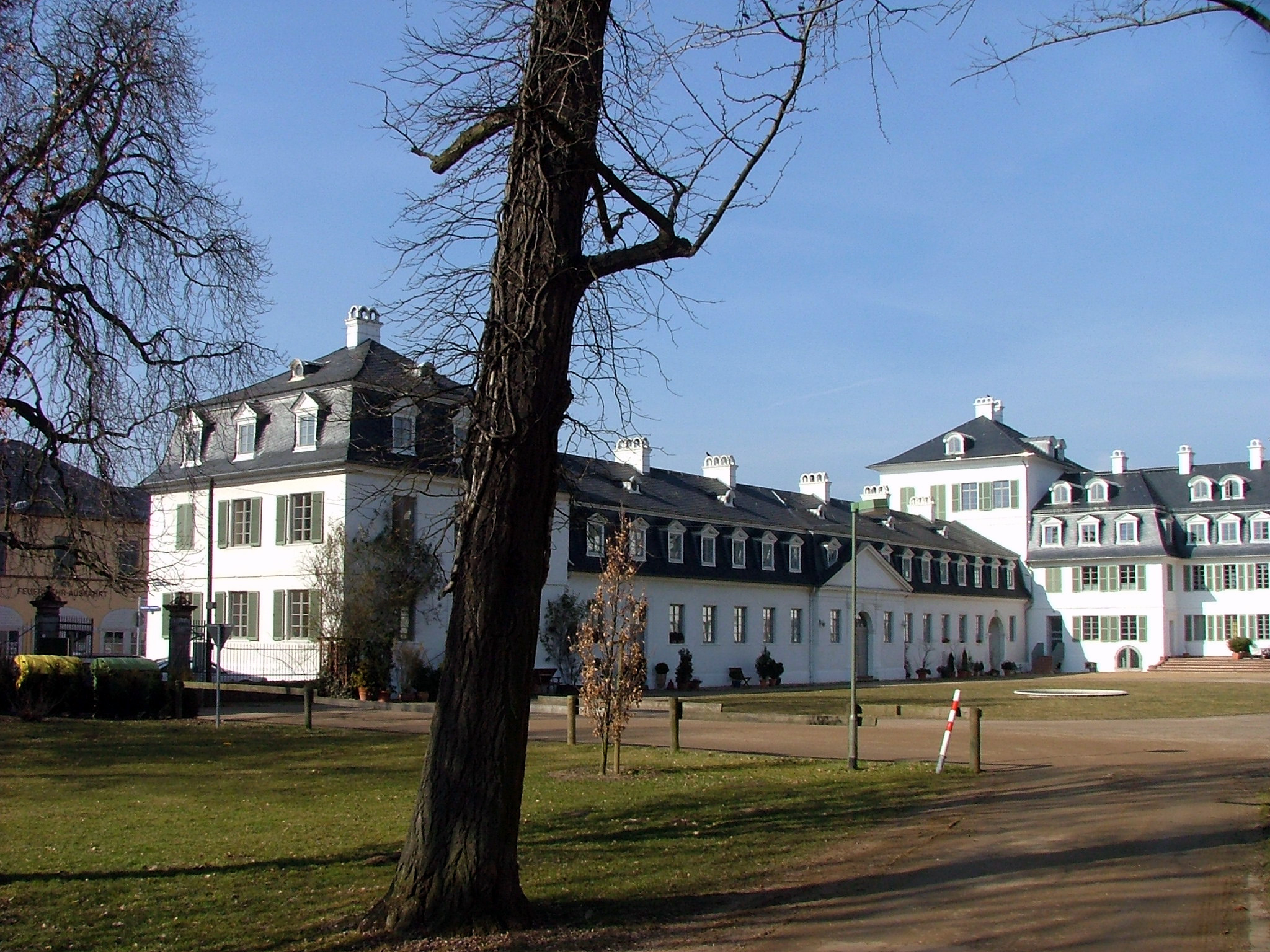
Westelijke vleugel van het Rumpenheimer Schloss

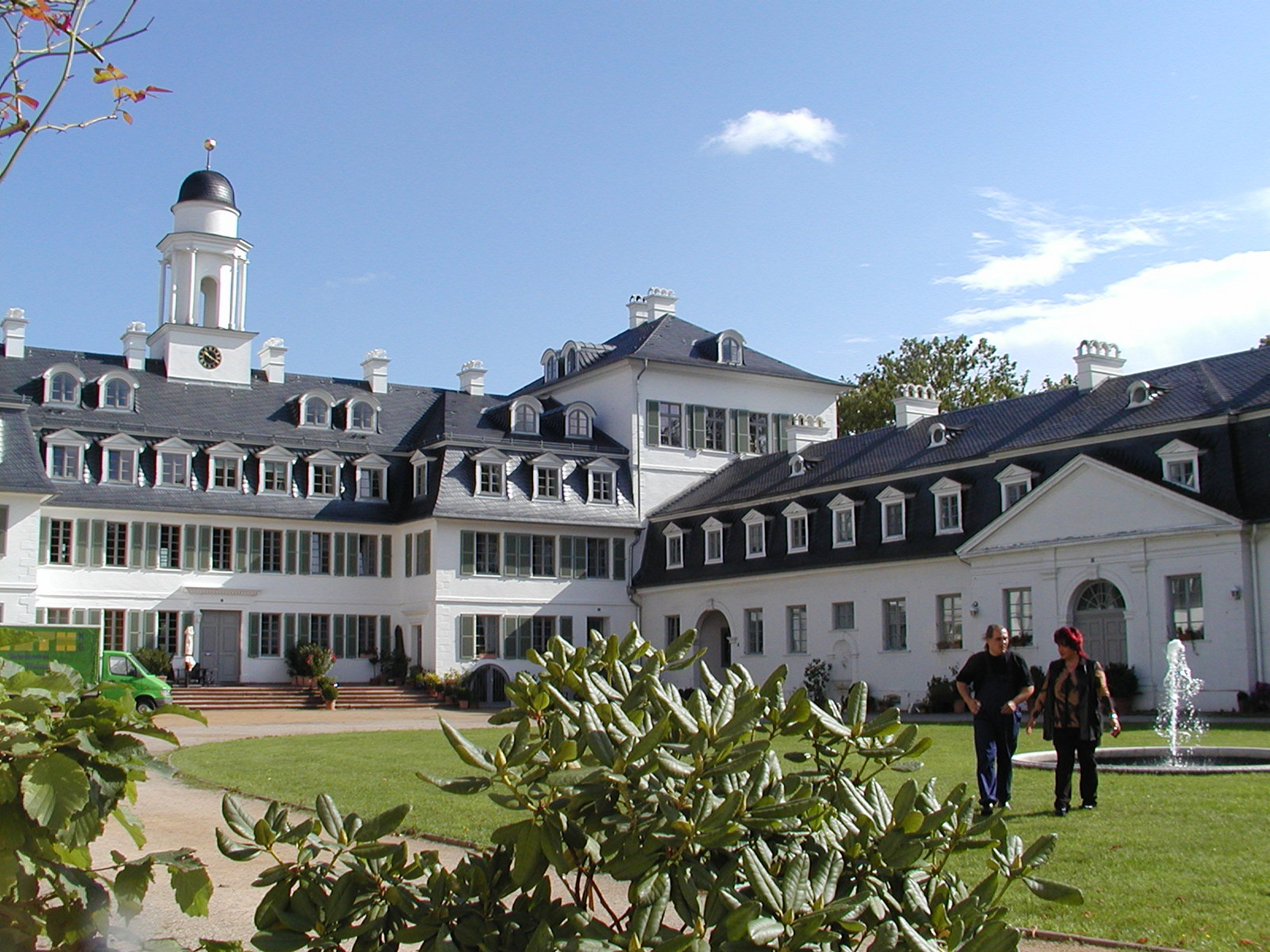
Oostelijke vleugel Rumpenheimer Schloss

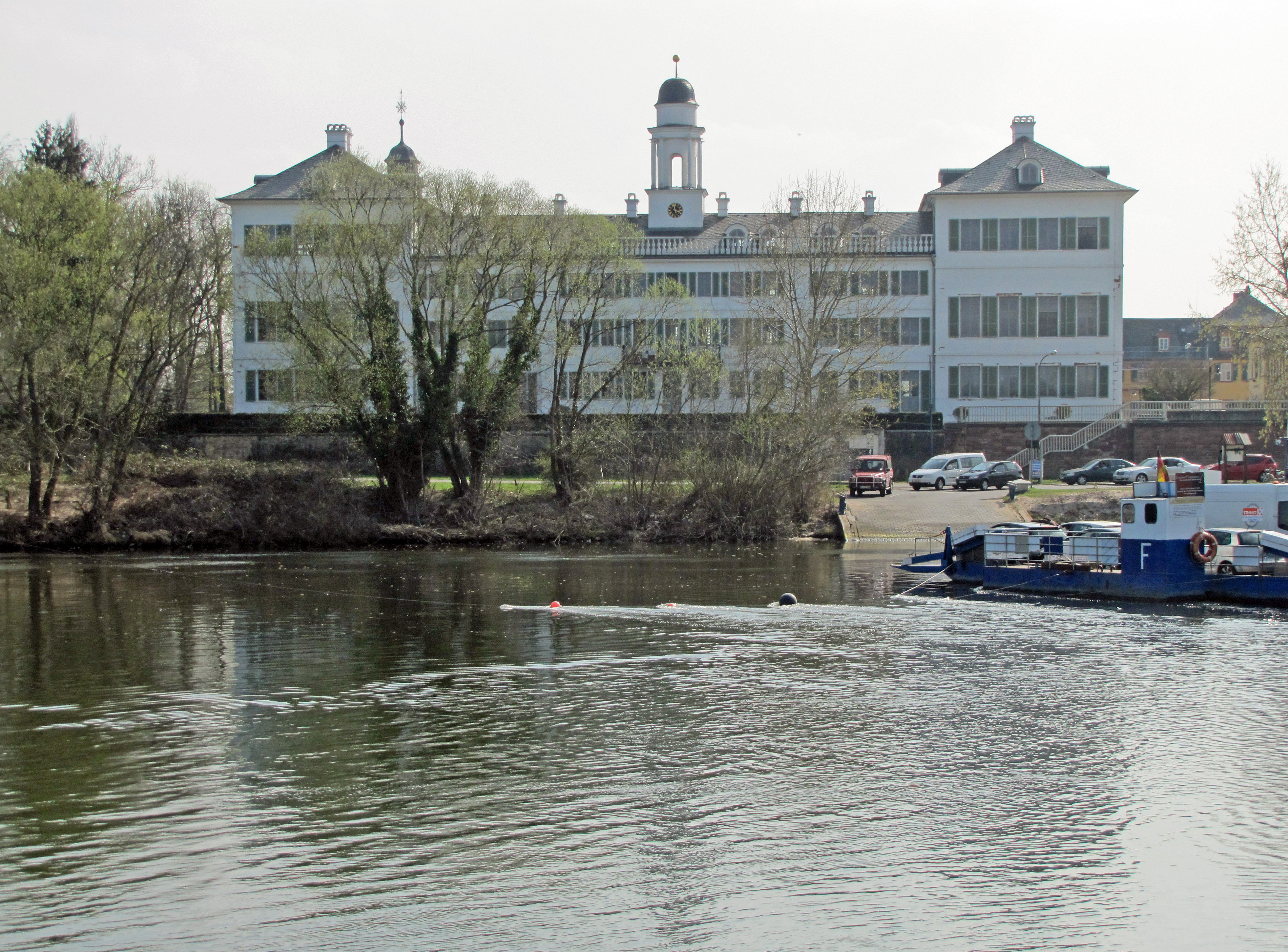
Zicht op Rumpenheimer Schloss en gierpont

Het Rumpenheimer Schloss is een Duits drievleugelig paleiscomplex aan de zuidelijke oevers van de rivier de Main in het Ortsteil Rumpenheim van de stad Offenbach am Main. Het bouwwerk is het herkenningspunt van Rumpenheim en grenst aan het uitgestrekte kasteelpark Rumpenheim.

## Geschiedenis
De kern van het huidige kasteel gaat terug naar een herenhuis gebouwd vanaf 1678 door Johann Georg Seifert von Edelsheim, hoofd van de regering van het Graafschap Hanau-Münzenberg. In 1674 had hij het landgoed en het dorp Rumpenheim als leengoed gekregen van de graaf Friedrich Casimir von Hanau, omdat hij grote diensten had bewezen aan de financiële herstructurering van het graafschap. Hij kocht verschillende percelen grond aan de Main naast het latere kasteelterrein. Het landhuis werd later het centrale gebouw van het kasteel.
Negentig jaar later, in 1768 – het graafschap Hanau-Münzenberg was samen met Rumpenheim na de dood van de laatste graaf Johan Reinhard III van Hanau in 1736 door een erfverdrag inmiddels in handen van het landgraafschap Hessen-Kassel gevallen – verkocht de familie von Edelsheim haar leengoed aan landgraaf Karl von Hessen-Kassel voor 140.000 Rijnlandse goudgulden. In 1771 breidde hij het landhuis uit tot een prinselijk landgoed. Zijn moeder, landgravin Maria van Hannover, gebruikte het kasteel tot haar dood in 1772. Eind 1781 verkocht landgraaf Karl het kasteel aan zijn broer Friedrich. In de jaren 1787-1788 breidde Friedrich von Hessen-Kassel het kasteel uit tot een drievleugelig complex. Aan het begin van de 19e eeuw werden de twee hoekpaviljoens aan de hoofdvleugel toegevoegd. Friedrich startte ook nog de herinrichting van het slotpark die werd afgerond in 1839, in 1840 werden een stallen toegevoegd en in het midden van de 19e eeuw werden bediendenappartementen gebouwd.
In de 19e eeuw ontmoetten persoonlijkheden zoals de Oostenrijkse keizer Franz Joseph, de Russische tsaar Alexander III en de Deense koningen Christiaan IX en Frederik VII elkaar in het Rumpenheimer Schloss. In 1863 kreeg de toenmalige prins Wilhelm van Sleeswijk-Holstein-Glücksburg hier de Griekse koninklijke kroon aangeboden, die hij accepteerde.
Een paar jaar na de Oostenrijks-Pruisische Oorlog, die ook leidde tot de ondergang van de deelstaat Hessen, werd een compromis bereikt tussen het voormalige heersende huis en Pruisen, dat uit de privébezittingen verschillende kastelen schonk, waaronder Schloss Philippsruhe bij Hanau. De Rumpenheimse tak van het huis Hessen verhuisde daarheen, zodat in de jaren 1880 Rumpenheimer Schloss buiten een tijdelijke bewoning door Friedrich en zijn vrouw Margaretha van Pruisen leeg stond. Het werd definitief verlaten als residentie in 1902, toen Schloss Friedrichshof in Kronberg in de familie kwam door de erfenis van keizerin Victoria en de residentie daarheen werd verplaatst.
Na de Eerste Wereldoorlog kwam het kasteel in het bezit van de Kurhessische Hausstiftung, voorloper van de Hessische Hausstiftung. Tijdens de Tweede Wereldoorlog werd de hoofdvleugel van het slot in 1943 door bommen beschadigd en brandde het dakgebinte uit. Na de oorlog werden er nog steeds vluchtelingen opgevangen. In de periode die volgde, eisten weersomstandigheden en brandstichting een aanzienlijke tol van het niet onderhouden gebouw. In 1965 verwierf de stad Offenbach het slot en het slotpark.
In 1973 werd een architectuurwedstrijd uitgeschreven, met als doel de ruïnes te slopen en op dit punt aan de oevers van de Main een rij hoogbouw te bouwen. Dat werd voorkomen onder druk van een burgerinitiatief. In de jaren 1980 werden de eerste veiligheidsmaatregelen genomen en werden de zijvleugels van het kasteel omgebouwd tot appartementen. Het centrale gebouw, dat inmiddels zwaar verwoest was, bleef lange tijd in puin. Pas in 2002 werd het kasteel in zijn historische uiterlijk hersteld. Binnenin bevat het nu moderne appartementen in de hogere prijsklasse. Van 1999 tot 2010 dienden het kasteel en het kasteelpark als decor voor een middeleeuwse markt in de zomer. Sinds 2006 wordt er ook elke zomer een concertprogramma met klassieke muziek gehouden op verschillende locaties rond het kasteel en in het park.
Een ontwerp voor parkonderhoudswerkzaamheden werd in 1995 opgesteld, in 2010 aangevuld met een uitvoeringsconcept teneinde de ontwikkeling van het park tot een Engelse landschapstuin te verbeteren, bomen te vervangen en nieuwe wandelpaden aan te leggen. Dit werd in 2019 gerealiseerd.